# Großschreibung
Großschreibung ist der Einsatz von Großbuchstaben (Majuskeln, Versalien) in einer Schrift, die sowohl Minuskeln als auch Majuskeln kennt und deren gemischte Verwendung im selben Text gestattet.
Das Adjektiv „großgeschrieben“ kann sich sowohl auf einen einzelnen Buchstaben als auch auf ein Wort beziehen. Bei einem Wort bedeutet es im Regelfall die Großschreibung des ersten Buchstabens und die Kleinschreibung aller folgenden Buchstaben des Wortes. Das Großschreiben aller Buchstaben eines Wortes wird als durchgehende oder konsequente Großschreibung oder als Versalschrift bezeichnet.
Während konsequente Kleinschreibung die Vermeidung aller Großbuchstaben bedeutet, lässt die gemäßigte Kleinschreibung (welche auch als gemäßigte Großschreibung bezeichnet wird) bestimmte Fälle großgeschriebener Wörter zu, etwa am Satzanfang oder bei Eigennamen. So werden in vielen europäischen Schriftsprachen Eigennamen sowie religiöse Bezeichnungen großgeschrieben, auch bei Höflichkeitsformen findet sich häufig die Großschreibung.

## Vorkommen
In den antiken und frühmittelalterlichen Schriftsystemen des griechisch-lateinischen Schriftenkreises (inklusive Runen, irischer Schrift, koptischer Schrift usw.) ist eine Unterscheidung zwischen Groß- und Kleinschreibung unbekannt.

## Geschichte
Die Großschreibung im Deutschen entstand im Spätmittelalter (erst in mittellateinischen Texten im 13. Jahrhundert und im Deutschen ab dem 14. Jahrhundert). Dabei wurden bei einzelnen Wörtern (nicht nur Substantiven) der erste oder die ersten paar Buchstaben in Versalien gesetzt, um diese Wörter besonders zu betonen. Bevorzugt Begriffe aus dem religiösen Kontext wurden auf diese Art hervorgehoben (z. B. „GOtt“).
Die Großschreibung aller Substantive und substantivierten Formen im Deutschen wurde im 17. Jahrhundert, im Zeitalter des Barock eingeführt.
Von Deutschland hatte sich die Großschreibung von Substantiven ins Dänische ausgebreitet und durch die Union mit Norwegen (1521–1814) auch dort Fuß gefasst.
Im Norwegischen wurde 1869 die gemäßigte Kleinschreibung eingeführt. Dänemark folgte mit der Rechtschreibreform von 1948.
Grundsätzlich gilt, dass dänische Texte aus der Zeit vor 1948 bei Zitaten unverändert bleiben. Zu beachten ist weiterhin, dass die Anredeformen [I (ihr), De (Sie), Dem (Ihnen), Deres (Ihr)] großgeschrieben werden, ebenso Titel wie Hendes Majestæt (Ihre Majestät).
Auch im Englischen war zeitweise eine Großschreibung von Nomen verbreitet; sie erreichte ihren Höhepunkt im späten 17. und verlor sich endgültig im Laufe des 19. Jahrhunderts. Ein prominentes Beispiel findet sich in der Unabhängigkeitserklärung der Vereinigten Staaten von 1776.
Die Tendenz, einzelne Wörter durch Versalschreibweise (üblicherweise des ganzen Wortes) zu betonen, findet sich heute unabhängig vom damaligen Gebrauch und sprachübergreifend.
Ein Übergang zur heute üblichen Form von Großschreibung fand allmählich durch den Gebrauch statt. Dabei entstanden im Laufe der Zeit auch die vielen Ausnahmen, etwa, dass Wörter nicht großgeschrieben werden, wenn sie im Kontext nicht als Substantive wahrgenommen werden (z. B. „Das ist im allgemeinen nicht so.“); diese Ausnahme wurde im Rahmen der Rechtschreibreform von 1996 zurückgenommen. Solche Ausnahmen sollten das Lesen erleichtern, ließen dabei aber die Rechtschreibregeln komplexer werden.
Das Internet veränderte die Rechtschreibung wieder etwas. Platzmangel und Schnelligkeit von Dialogen führte dazu, dass sich die Kleinschreibung ausgebreitet hat, speziell in E-Mails.

## Deutsch, Luxemburgisch und Friesisch

### Allgemein
Das Deutsche (einschließlich der deutschen und plautdietschen Varietäten des Niederdeutschen) ist im lateinischen Alphabet zusammen mit dem Luxemburgischen, dem Saterfriesischen und zwei nordfriesischen Schriftdialekten (Sylterfriesisch und Helgoländisch) die einzige Sprache, deren Rechtschreibregeln heute noch eine generelle Substantiv-Großschreibung vorschreiben, z. B. in Wörtern wie „Brot“ oder „Liebe“. Ferner werden Eigennamen großgeschrieben, wie z. B. „Peter“. Die Höflichkeitsanrede „Sie“, das entsprechende Possessivpronomen „Ihr“ und „Ihnen“ als Anrede (z. B.: Ich wäre Ihnen dankbar, wenn Sie…) werden immer großgeschrieben. Die Anreden „Du“, „Ihr“ und deren gebeugte Formen („Dich“, „Euch“ usw.) hingegen können fakultativ bei direkter Ansprache des Lesers oder bei Apostrophen großgeschrieben werden, um z. B. Höflichkeit, Ehrerbietung oder Wertschätzung auszudrücken; eine Großschreibungspflicht herrscht hier aber nicht.
Neben den Substantiven werden die meisten Substantivierungen großgeschrieben. Dabei handelt es sich um Wörter aus anderen Wortarten, die den Kopf einer Nominalphrase bilden. Substantivierungen lassen sich oft daran erkennen, dass ihnen ein Artikel vorangeht, der sich auf sie bezieht (das Gute, das Klopfen; beim Arbeiten, zum Lachen, ein Alter, eine Drei, ein Quietschen), bzw. ein Pronomen (dieses Angefertigte, nichts Aufregendes, dein Stottern), ein unbestimmtes Zahlwort (ein paar Reisende, wenig Gutes) oder ein anderes Attribut (Herrn Müllers Können, lautes Sprechen, gekonntes Formulieren, leuchtendes Rot). Es gibt aber auch Substantivierungen, die keine solchen Begleiter aufweisen (Gleiches mit Gleichem vergelten, Eingeweihte kennen sich aus, für Jung und Alt). Bei „wir haben verschiedene Bananen – die gelben schmecken besonders gut“ wird im zweiten Teil „Bananen“ ausgelassen, gelben bleibt Adjektiv. Es ist eine Ellipse. Ob ein Adjektiv in einer Ellipse groß oder klein geschrieben wird, hängt vom Bezugskontext ab. Bei nahem Bezugskontext wird kleingeschrieben, sonst groß.
Adjektive und Partizipien werden auch dann großgeschrieben, wenn sie Bestandteile von Berufsbezeichnungen, Dienststellungen oder Titeln oder von Klassifikationseinheiten der Botanik, der Zoologie oder von Fahrzeugtypen sind bzw. wenn sie innerhalb konventionalisierter Bezeichnungen auftreten. Beispiele:
- der Vereidigte Buchprüfer
- der Stellvertretende Inspekteur des Heeres
- der Gekerbte Hahnenfuß
- die Fliegenden Fische
- die Gedeckte Korvette
- die Französische Revolution
- der Zweite Weltkrieg
- der Heilige Stuhl
- das Gelobte Land
- das Neue Jahr (reformiert; daneben auch das neue Jahr)

Wörter am Satzanfang oder am Anfang von Buchtiteln und Überschriften werden ebenfalls normalerweise großgeschrieben.
Alle anderen Wörter müssen komplett kleingeschrieben werden, zum Beispiel „anders“, „gehen“ und „wenn“. Eine Ausnahme von der Regel, dass nur der erste Buchstabe eines Wortes großgeschrieben wird, sind Abkürzungen, bei denen sich die Klein- oder Großschreibung eines bestimmten Buchstabens an der Schreibung des jeweils abgekürzten Wortes orientiert. Zum Beispiel steht „GmbH“ für „Gesellschaft mit beschränkter Haftung“ und „StVO“ für „Straßen-Verkehrs-Ordnung“.
Diese Regeln gelten nur für die deutsche Schwarzschrift, in der deutschen Brailleschrift wird normalerweise bis auf sehr wenige Ausnahmen zwischen Groß- und Kleinbuchstaben nicht unterschieden.

### Kontroverse um Substantivgroßschreibung
Im Rahmen der Reform der deutschen Rechtschreibung von 1996 bis 2006 stand die Abschaffung der Substantivgroßschreibung zur Diskussion und wurde vom zuständigen wissenschaftlichen Gremium befürwortet; letztlich wurde aber sogar – auch wegen politischen Drucks – eine leicht vermehrte Großschreibung beschlossen (z. B. heute Abend, des Weiteren, im Voraus).
Einige deutsche Literaten, u. a. die Brüder Grimm, sprachen sich immer wieder für die Kleinschreibung der Substantive aus; Jacob Grimm monierte dabei den „missbrauch großer buchstaben für das substantivum, der unserer pedantischen unart gipfel heissen kann“.
Im Artikel Kleinschreibung finden sich weitere Aspekte zu diesem Thema.

## Englisch

### Allgemeines
Im Englischen werden, mit Ausnahme von Eigennamen sowie einigen Ableitungen von Eigennamen (s. u.), alle Wörter des Grundwortschatzes kleingeschrieben. Das bezieht sich nicht nur auf Namen wie John oder Mary, sondern z. B. auch auf Markennamen oder Produktnamen. Zum Beispiel ist windows die Mehrzahl des englischen Wortes für Fenster, Windows jedoch ist ein Betriebssystem der Firma Microsoft.
Weiterhin werden u. a. großgeschrieben:
- das Personalpronomen „I“ (ich)
- Wörter am Satzanfang
- Namen von Personen, Institutionen, Einrichtungen, historischen Ereignissen, politischen Parteien, Dokumenten, Epochen und Schulfächern
- Wörter in Werktiteln und Überschriften (letzteres nur in US-amerikanischen Publikationen); kurze Wörter (Artikel, Partikel, Präpositionen, …) werden dabei häufig nicht großgeschrieben
- Ländernamen, Nationalitätsbezeichnungen und Sprachen sowie die zugehörigen Adjektive; Ortsnamen und Ableitungen zur Bezeichnung der Einwohner, z. B. Glasgow, Glaswegian
- Wochentage, Monatsnamen, Flüsse, Meere, Gebiete, Satelliten, Planeten und Sterne; Erde (Earth), Sonne (Sun) und Mond (Moon) dürfen somit im astronomischen Kontext auch groß geschrieben werden, wobei hier durchaus auch die lateinischen Wörter (Terra für Erde, Sol für Sonne und Luna für Mond) genutzt werden.
- God (Gott) ist der Eigenname eines monotheistischen Gottes, auch auf diesen bezogene Pronomen (He, His, Him) werden häufig großgeschrieben; als allgemeiner Begriff wird das Wort god kleingeschrieben.

### Großschreibung in Überschriften und Werktiteln
In amerikanischen Zeitungen und Zeitschriften werden normalerweise alle Wörter in Überschriften und Titeln mit einem großen Anfangsbuchstaben geschrieben. Die einzige Ausnahme stellen die Artikel sowie Partikel und Präpositionen mit wenigen, max. 4 Buchstaben dar. Sie werden in der Regel kleingeschrieben. Nur wenn sie das erste Wort einer Überschrift oder eines Titels darstellen bzw. am Beginn einer neuen Zeile stehen, haben auch sie einen großen Anfangsbuchstaben. Präpositionen werden darüber hinaus auch dann großgeschrieben, wenn sie das letzte Wort eines Titels oder einer Überschrift sind. Pronomen werden nicht einheitlich groß- oder kleingeschrieben. Beispiele: A Slice of Apple Still Looks Good (Herald Tribune), Tale of a Treasure (Herald Tribune), Their Silence Is Deafening (Herald Tribune), Kicking the Big One (Time), The Holy War of Words (Time).
In britischen Zeitungen wird in der Regel nur das erste Wort einer Überschrift mit einem großen Anfangsbuchstaben geschrieben. Die restlichen Wörter (außer natürlich Eigennamen und deren Ableitungen) haben einen kleinen Anfangsbuchstaben. Beispiele: Publish and be damned (The Guardian), Political soap aims to dish the dirt (The Guardian), Requiem for a tenor (The Times), Don't feather our nest (Daily Telegraph), A Miss Marple for today (Daily Telegraph). 
Werktitel (z. B. von Büchern, Theater- oder Musikstücken) werden aber wie die Überschriften in amerikanischen Zeitungen geschrieben: Bis auf die Artikel, Partikel und Präpositionen weisen alle Wörter grundsätzlich einen großen Anfangsbuchstaben auf. Beispiele: Androcles and the Lion, The Importance of Being Earnest, Alice in Wonderland, 20,000 Leagues Under the Sea, Plain Tales from the Hills.

## Großschreibung im internationalen Vergleich
Die Großschreibung wird nicht in allen Ländern der gemäßigten Kleinschreibung gleich gehandhabt. So werden Völker- und Sprachnamen im Englischen und Niederländischen groß-, im Italienischen, Spanischen, Dänischen, Schwedischen und Norwegischen kleingeschrieben. Für Feiertage gilt das Entsprechende, mit der Ausnahme des Italienischen, das hier zu den großschreibenden Sprachen gehört. Auch die Schreibung von Institutionen und Titeln ist unterschiedlich; so heißt es auf Englisch Queen Elizabeth, auf Französisch aber la reine Élisabeth, und im Dänischen hat man nach Jahrzehnten konsequenter Kleinschreibung in solchen Fällen die Großschreibung wieder zugelassen (heute dronningen und Dronningen für die [herrschende] Königin). Auch für die Schreibung der Wörter für (ein bestimmter) Staat und (eine bestimmte) Kirche gelten keine einheitlichen Regeln.